# Mario-rollspel
Det finns ett antal Mario-rollspel som är utgivna av Nintendo där figurer från Super Mario-serien används. Super Mario RPG: Legend of the Seven Stars, som är det första Mario-rollspelet, utvecklades av Squaresoft och släpptes av Nintendo 1996.
- Super Mario RPG: Legend of the Seven Stars - Super NES (1996)
- Paper Mario - Nintendo 64 (2000)
- Mario & Luigi: Superstar Saga - Game Boy Advance (2003)
- Paper Mario: The Thousand-Year Door - Nintendo Gamecube (2004)
- Mario & Luigi: Partners in Time - Nintendo DS (2006)
- Super Paper Mario - Nintendo Wii (2007)
- Mario & Luigi: Bowser's Inside Story - Nintendo DS (2009)
- Paper Mario: Sticker Star - Nintendo 3DS (2012)
- Mario & Luigi: Dream Team Bros. - Nintendo 3DS (2013)
- Mario & Luigi: Paper Jam Bros. - Nintendo 3DS (2015)
- Paper Mario: Color Splash - Nintendo Wii U (2016)
- Mario + Rabbids Kingdom Battle - Nintendo Switch (2017)
- Mario & Luigi: Superstar Saga + Bowser's Minions - Nintendo 3DS (2017)
- Mario & Luigi: Bowser's Inside Story + Bowser Jr.'s Journey - Nintendo 3DS (2018)
- Paper Mario: The Origami King - Nintendo Switch (2020)
- Mario + Rabbids Sparks of Hope - Nintendo Switch (2022)
- Super Mario RPG - Nintendo Switch (2023)
- Paper Mario: The Thousand-Year Door - Nintendo Switch (2024)
- Mario & Luigi: Brothership - Nintendo Switch (2024)[1]